# Eduardo Bettoni
Eduardo Bettoni (27 luglio 1990) è un judoka brasiliano.

## Palmarès
- Mondiali

Budapest 2017: argento nella gara a squadre.
- Campionati panamericani

Montreal 2012: bronzo nei -90kg.
- Universiade

Kazan 2013: bronzo nella gara a squadre.